# Oligoryzomys magellanicus
Oligoryzomys magellanicus är en däggdjursart som först beskrevs av Bennett 1836.  Oligoryzomys magellanicus ingår i släktet Oligoryzomys och familjen hamsterartade gnagare. IUCN kategoriserar arten globalt som livskraftig. Inga underarter finns listade i Catalogue of Life.
Denna gnagare förekommer i södra Sydamerika i Argentina och Chile. Den lever i delar av Patagonien samt i Eldslandet och på flera öar i regionen. Arten vistas i skogar.